# 逸仙时空BBS
中山大学逸仙时空BBS（Yat-sen Channel）是由中山大学官方运营的、非商业性的BBS站点，用于教育科學研究、学术探讨、信息交流等方面，是校内用户及校友交流资讯和情感的平台。逸仙时空BBS成立于中山大学71周年校庆日（1995年11月12日），并于1996年3月正式定名为“逸仙时空BBS（Yat-sen Channel）”，是中國大陸高校中历史悠久的BBS之一。

## argo名称由来
argo是逸仙时空BBS的别称，其起源众说纷纭。其中，以“台北中山大学网络中心早期服务器以星座编号，逸仙时空BBS服务器恰位于南船，因此得名argo”流传最广。由于“argo”与“阿狗”的读音接近，逸仙时空BBS的站友常亲切地称呼“argo”为“阿狗”。
1995年11月逸仙时空BBS前身“WWW公告栏”成立，

### 1996年
- 1月，逸仙时空BBS成立。
- 3月，逸仙时空BBS正式定名为“逸仙时空BBS（Yat-sen Channel）”。

### 1997年
- 11月7日，逸仙时空BBS启用独立服务器，进行全面改版升级，并制定了一系列的管理规定，使站务管理开始规范化。
- 11月10日，逸仙时空BBS第一次站务聚会。

### 1998年
- 3月31日，第一届“最佳版主、站友”选举开始，最终wmq荣膺最佳版主，Fish、Latty、Bruno、Micro、Helen、Linlin、Windy荣获出色版主称号，最佳站友由windeye、eunice、baobao、yyxxww、hotman获得。
- 5月27日，第一次全面修订站规，站务管理开始规范化。

### 1999年
- 1月7日，逸仙时空帐号管理办法正式发布,
- 3月31日，LanAn为了彻底离开逸仙时空BBS，在几乎所有版面中狂贴同一文章以千为数量级计算，以达到被删除ID并不可注册的目的。
- 5月5日，系统把帐号自杀限制放宽，改为登录次数20次以上即可拥有自杀权力。
- 5月10日，为表达对五八事件的愤慨及关注而成立“NH_58”版，后改名为“China”版。
- 5月11日，为了维护逸仙时空BBS的生存，站务组要求凡发起游行集会要先报请批准在发表。
- 6月6日，第一次版主聚会。参与者包括：song、helen、latty、anyan、Gophy、swords、frank、zolo、sunto、third、yangting、Mamie、akuma、abcde、tulip、jjss、azhu、xu、owlet、virtual、yat、pse。
- 9月28日，取消BBSNET中到港台站点的连接。
- 12月29日，某用户在“test”版面使用系统函数调用ID的真实姓名、地址等资料引起恐慌，最终导致系统扩展函数被禁用。

### 2000年
- 1月1日，“Football”版版主以新世纪新面貌为由把版面原有文章全部删除，为此被站务组撤除版主职务。
- 3月1日，第二次修订站规，站规架构初步形成。
- 3月20日，用户roam由于骚扰站内的女性ID和看似女性的ID引起了公愤，被封IP权。
- 5月28日，“suggest”版发生版内争吵事件，版主abcde由于参与其中，被站务组暂停其版主职务。

### 2001年
- 5月18日，逸仙时空BBS启用新版WWW界面，增加WWW登录、注册、看信以及其他更方便的功能。
- 11月30日，逸仙时空BBS第一届仲裁委员会成立。
- 12月12日，新版WWW系统开放测试。

### 2002年
- 10月，逸仙时空BBS上级主管部门中山大学网络中心决定取消仲裁团，并派专员领导学生站务工作。
- 11月15日，由于服务器硬盘损坏，逸仙时空BBS开始停机维护。

### 2005年
- 4月，中华人民共和国教育部下达文件，要求各高校的BBS必须向实名制下校内交流平台改造，逸仙时空取消所有校外登录权限。经过站务组多次争取，逸仙时空恢复了所有用户的校外登录权限，但依然取消除站务组外的校外登录用户的发文权限。

### 2006年
- 9月7日，开放中山大学校友的校外发文权限[1]。校友提供真实的个人资料并由系统检验无误后即可激活帐号获得校外发文权限。但China、Force、History、Diary、Sexology、ZSU_Info 和 Joke 版对外屏蔽，一般权限的校外用户无法查看这七个版面，但具有版主权限的用户即使身在校外也不受此限制。此举也引起了部分站友的不满和争论。

### 2008年
- 6月30日, 由于在瓮安骚乱事件中，News版对相关讨论的帖子没有删除，而值班的wljc也不删帖，argo成为当时全国唯一一个允许讨论的BBS，百度搜索内容全部指向News版。板油们正在为此欢呼时，第二天一大早，没有经过任何站规版规所规定的更改版面属性的手续，甚至连站长，News版主均在不知情的情况下，News版马上秘密被更改为校内版块，校外用户不可访问。后来经询问，给出的理由是“接上级通知，暂时将“News[今日世界]”设置为“校内版面”，恢复时间待定。”此举引发了一阵骚动，各校外热心版友纷纷转移到Say版进行后续讨论，大家都表示不满和愤慨。
- 9月9日，将Joke, News, ZSU_Info版面属性调整为`校园',校外激活用户登录后可正常访问.而一般用户(包括游客)依然无法在校外查看这三个版面。
- 10月30日,将History(历史风云)版面属性调整为`校园'。
- 11月1日, 将Joke版面改成普通版面,一般用户可正常访问。

### 2009年
- 5月5日，逸仙时空搜索引擎frgg （页面存档备份，存于）发布。

### 2011年
- 2月, Say版LS版先后举行版聚,是近年来少数的几次版聚,但两场版聚鲜有新ID参加。
- 5月，四版版聚，参加人员约30人。
- 10月，Sexology与Diary版的校内版面属性被调整为校园属性，对所有注册用户开放。

### 2012年
- 7月，开放所有讨论区上传附件功能，有效的附件类型有: jpg、gif、zip、txt, 附件大小不超过 1024 K。
- 11月25日，argo的新Web版开始公测。

### 2013年
- 6月，官方微博粉丝达6000有余。开启微博推送机器人。

### 2017年
- 6月，网站无法访问，官方微博解释为网站备案和交接问题，恢复时间未知。